# مردخاي شرعبي
الحاخام مردخاي شرعبي (ولد في 1908 في مديرية شرعب السلام باليمن - توفي في 1984 في القدس بفلسطين) مؤسس إحدى المدارس الدينية لدراسة القبالة. كان متزوجا لأكثر من 50 عاما من دون أن يرزق بأطفال. بموجب القانون اليهودي سمح له أن يطلقها. بعد وفاتها تزوج من امرأة شابة جدا التي أنجبت له ولد واحد. سمح للصبي الاستماع إلى دروس والده خارج غرفة نوم الحاخام في حين كان الحاخام شرابي طريح الفراش. العديد من أتباعه اليوم لا يعرف أن لديه طفل ولا أحد يعرف ماذا حدث لهذا الصبي الذي توفي عندما كان عمر الصبي خمس سنوات. كان الحاخام شرابي يحظى بالتبجيل من قبل مئات الآلاف من الإسرائيليين الذين يقفون في خط خارج منزله وأحيانا لعدة أيام طلبا لمشورته. كان يعرف أن لديه قوى غامضة من خلال تحليل حياة الناس على طول الطريق وصولا إلى تفاصيل حياتهم الدقيقة حتى دون طرح الأسئلة. لم يكن يقبل استلام المال مقابل مساعداته ولكنه كان يقبل فقط التبرعات إذا ما أعطيت. الطريقة القبالية ذات شهرة عالمية ومن أبرز المعجبين به الحاخام عوفاديا يوسف.
يقال إنه قبل النكبة أخفت منظمة الإرجون أسلحة في منزله، على افتراض أن البريطانيين لن يفتشوا هناك.
نشرت مجموعة من ثلاثة كتب مع التركيز على العلاجات التي بنيت على نوايا آيات محددة في المزامير بعد وفاته.

## التلاميذ البارزين
تلميذه الحاخام بناياهو شموئيلي يدير المدرسة الدينية المسمى يشيفيت نهار شالوم. وضمن التلاميذ البارزين الحاخام مئير ليفي، الحاخام اليعيزر مردخاي كوينغ، والزعيم الروحي بريسلوف الهاسيدية في صفد.